# Proteuxoa occidentalis
Proteuxoa occidentalis là một loài bướm đêm trong họ Noctuidae.